# 巴斯娱乐场
巴斯娱乐场（The Recreation Ground）是位于英格兰萨默塞特郡巴斯市中心的一个大型开放空间，毗邻埃文河, 可供公众，尤其是巴斯及周边地区的市民用于娱乐目的。 
大约四分之一的场地租赁给橄榄球俱乐部，在橄榄球赛季作为运动场，能够容纳14500人。

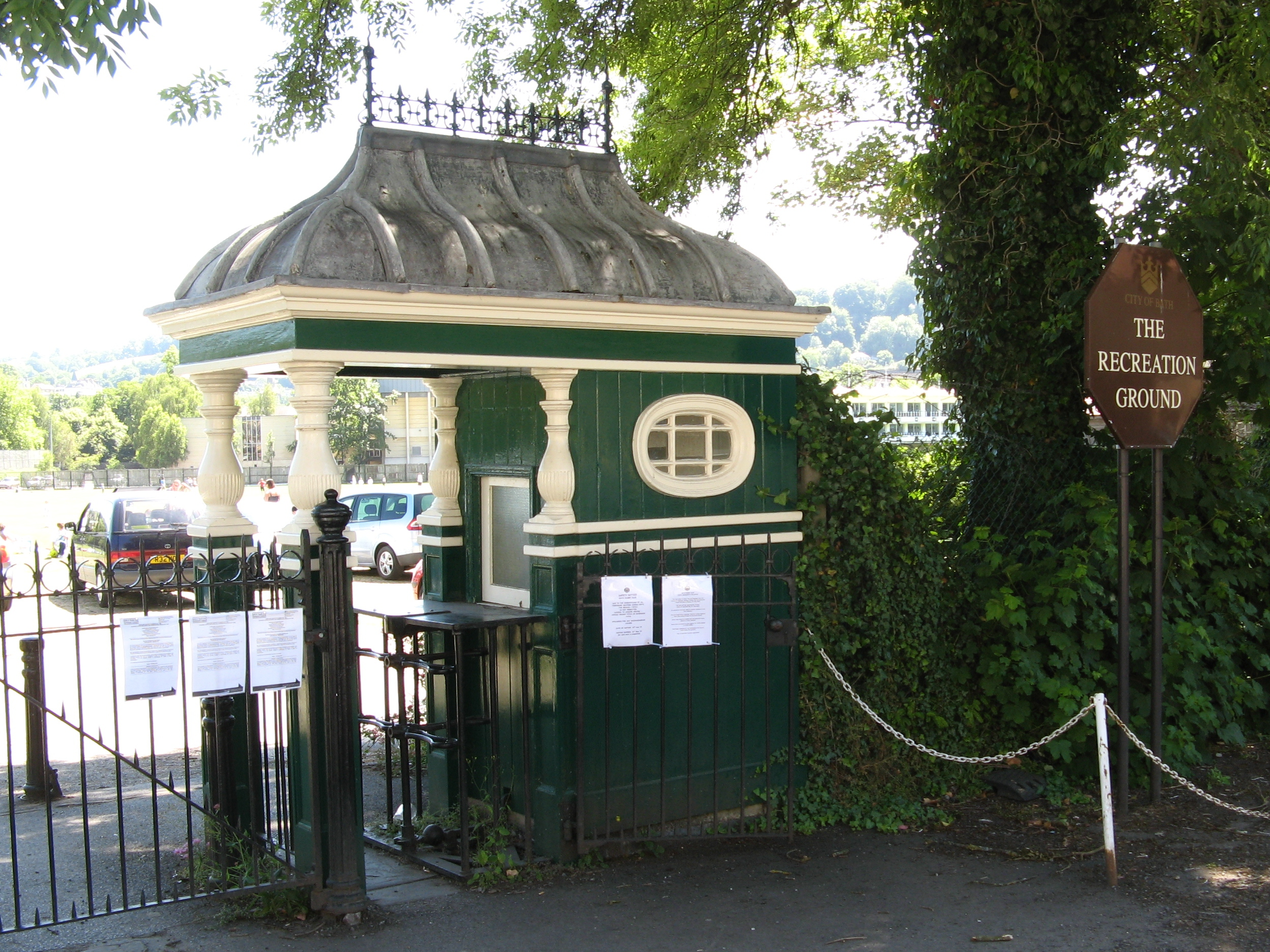
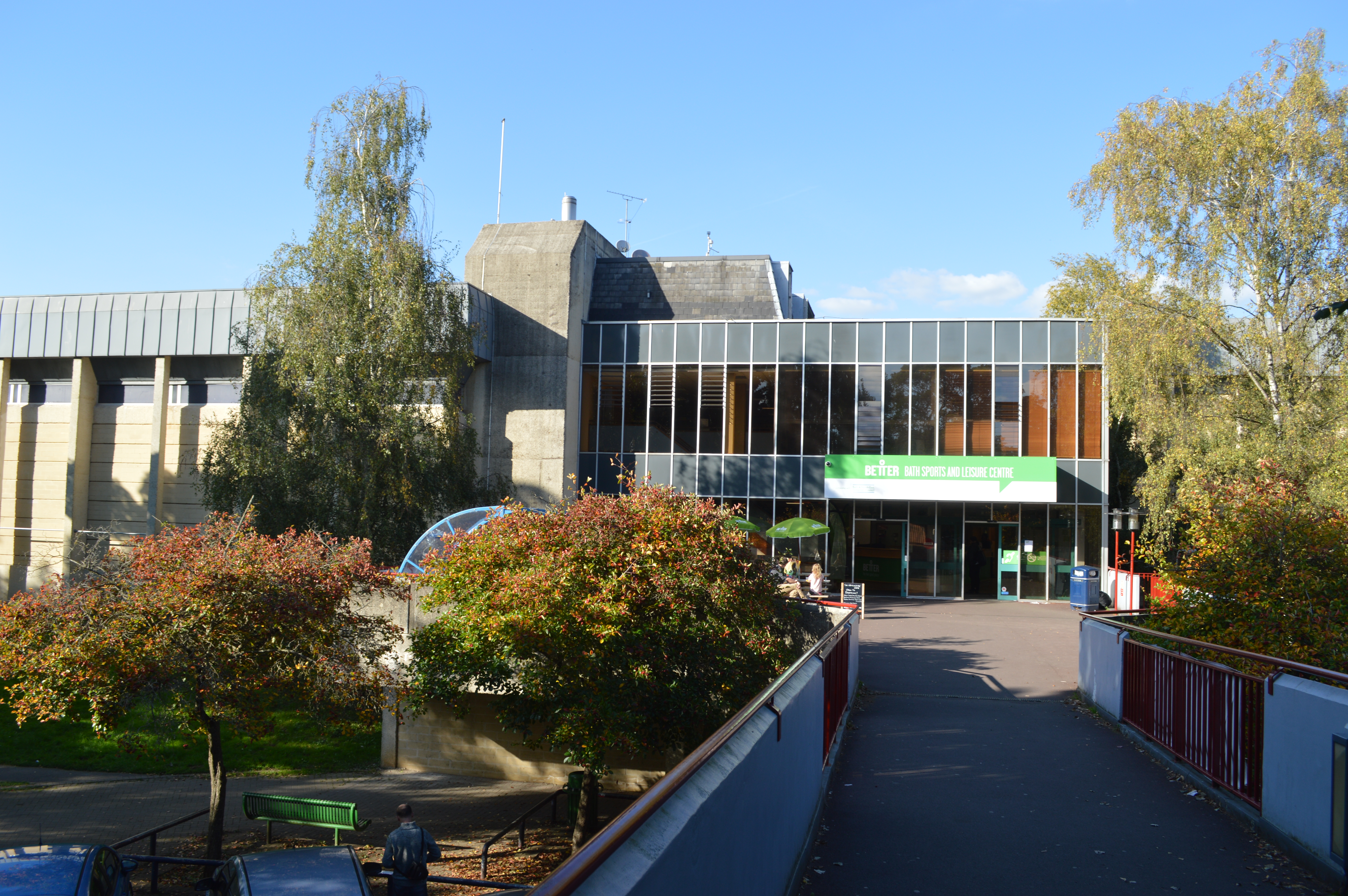
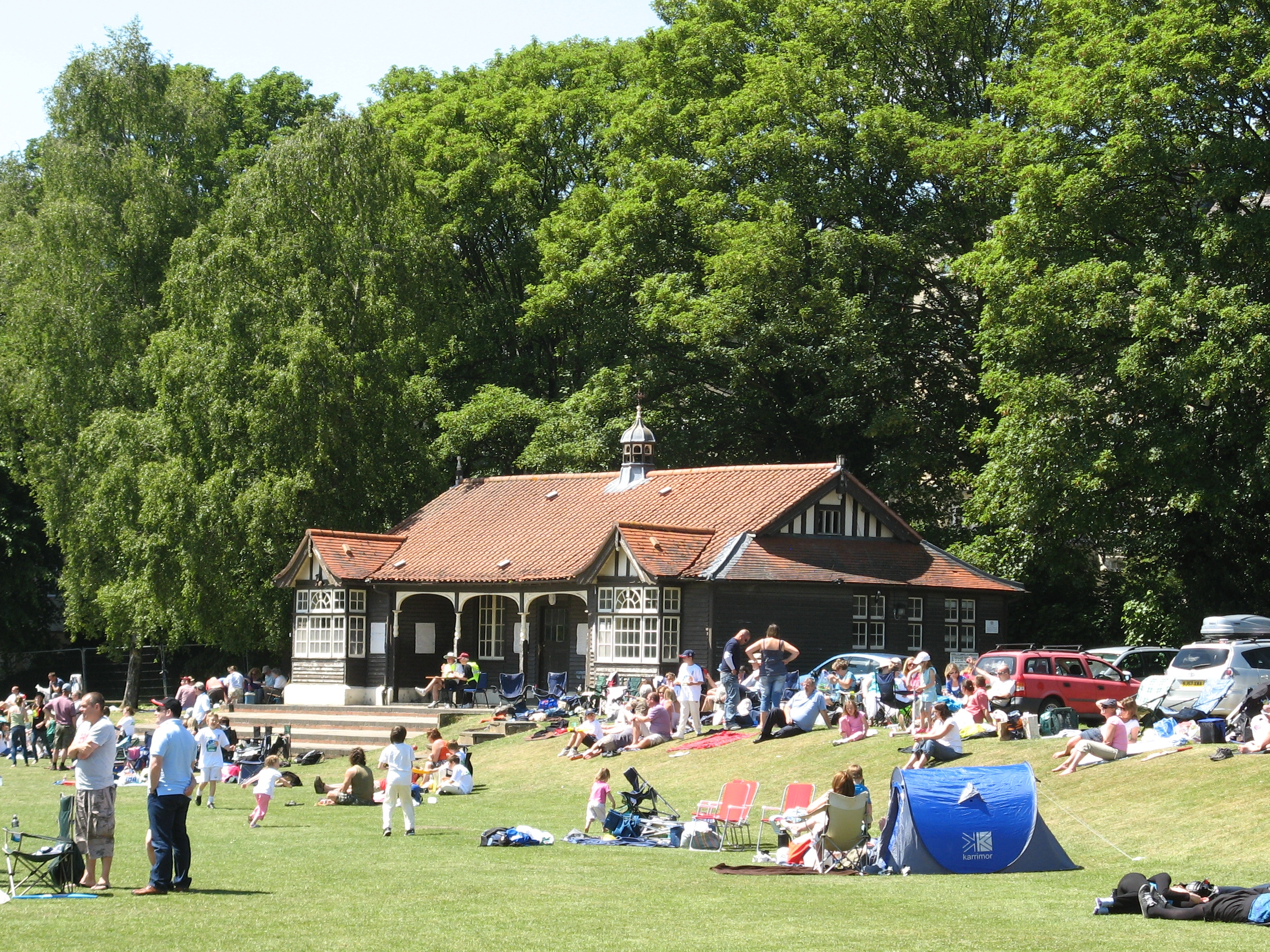
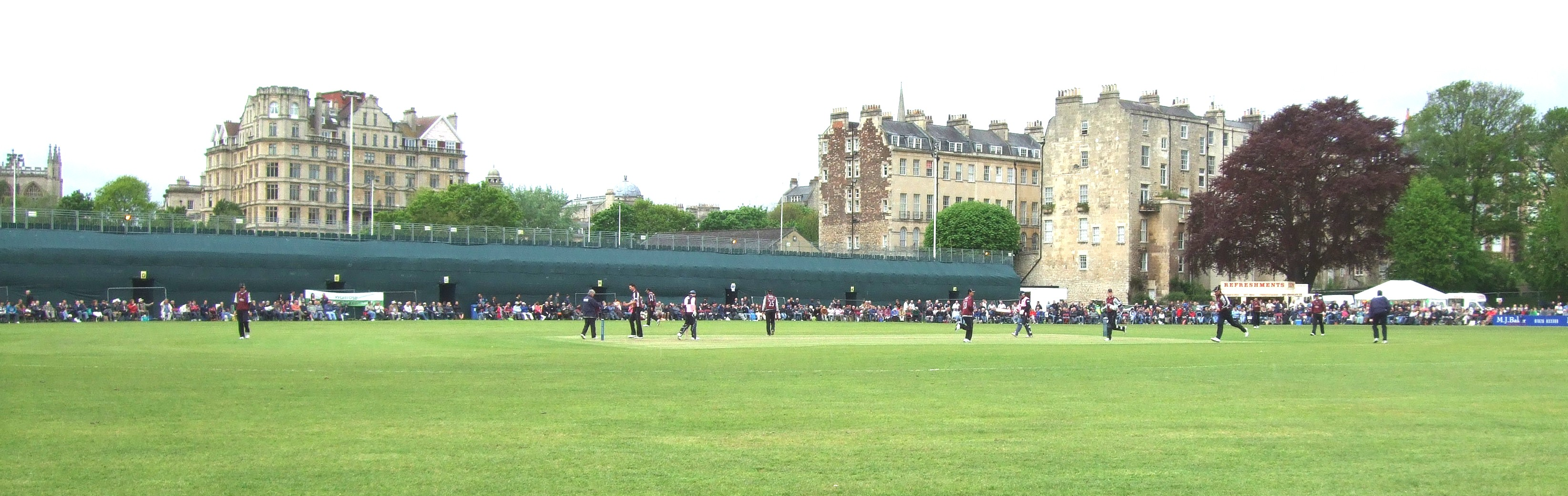

| 2007年土地使用        | 2007年土地使用 |
| --------------------- | -------------- |
| 开放空间              | 41%            |
| 橄榄球俱乐部 （赛季） | 27%            |
| 郡板球俱乐部          | 17%            |
| 槌球俱乐部            | 9%             |
| 网球俱乐部            | 5%             |
| 戏剧俱乐部            | 1%             |